# Communauté de communes des Coteaux de l'Arros
La communauté de communes  est une ancienne communauté de communes française, située dans le département des Hautes-Pyrénées et la région Midi-Pyrénées.

## Historique
Le 1er janvier 2013 la communauté de communes des Coteaux de l'Arros a fusionné avec la communauté de communes Arret Darré et Estéous et la communauté de communes Riou de Loules pour devenir Communauté de communes des Coteaux de Pouyastruc.

## Composition
Elle est composée des communes suivantes :
1. Aubarède
2. Bouilh-Péreuilh
3. Cabanac
4. Castelvieilh
5. Chelle-Debat
6. Jacque
7. Marquerie
8. Marseillan
9. Mun
10. Peyriguère
11. Thuy

## Sources
- Le SPLAF (Site sur la Population et les Limites Administratives de la France)
- La base ASPIC